# Pelmatochromis nigrofasciatus
Pelmatochromis nigrofasciatus és una espècie de peix de la família dels cíclids i de l'ordre dels perciformes.

## Morfologia
- Els mascles poden assolir 11,6 cm de longitud total.[4]

## Hàbitat
És una espècie de clima tropical.

## Distribució geogràfica
Es troba a Àfrica: conca del riu Congo.